# NGC 716
NGC 716 è una galassia a spirale barrata situata nella costellazione dell'Ariete distante circa 204 milioni di anni luce dalla Via Lattea. È stata scoperta dall'astronomo statunitense Lewis Swift nel 1886. Questa galassia è stata osservata anche dall'astronomo francese Guillaume Bigourdan il 1º gennaio 1892 ed è stata aggiunta all'Index Catalogue con il codice IC 1743.
La classe di luminosità di NGC 716 è I e presenta una grande riga HI. Contiene anche delle regioni di idrogeno ionizzato.
Molte misure non basate sullo spostamento verso il rosso (redshift) forniscono una distanza di 54,023±8,169 Mpc (∼176 milioni di a.l.), che rientra nelle distanze calcolate utilizzando il valore dello spostamento.